# Stigler
Stigler és una ciutat dels Estats Units a l'estat d'Oklahoma. Segons el cens del 2000 tenia 2.731 habitants.

## Demografia
Segons el cens del 2000, Stigler tenia 2.731 habitants, 1.096 habitatges, i 697 famílies. La densitat de població era de 477,1 habitants per km².
Dels 1.096 habitatges en un 32,4% hi vivien nens de menys de 18 anys, en un 47,6% hi vivien parelles casades, en un 13,4% dones solteres, i en un 36,4% no eren unitats familiars. En el 33,9% dels habitatges hi vivien persones soles el 20,3% de les quals corresponia a persones de 65 anys o més que vivien soles. El nombre mitjà de persones vivint en cada habitatge era de 2,36 i el nombre mitjà de persones que vivien en cada família era de 3,06.
Per edats la població es repartia de la següent manera: un 26,3% tenia menys de 18 anys, un 9,3% entre 18 i 24, un 24,5% entre 25 i 44, un 18,6% de 45 a 60 i un 21,3% 65 anys o més.
L'edat mediana era de 36 anys. Per cada 100 dones de 18 o més anys hi havia 74,4 homes.
La renda mediana per habitatge era de 19.594 $ i la renda mediana per família de 28.839 $. Els homes tenien una renda mediana de 24.350 $ mentre que les dones 22.500 $. La renda per capita de la població era de 16.293 $. Entorn del 20,5% de les famílies i el 25,8% de la població estaven per davall del llindar de pobresa.

## Poblacions més properes
El següent diagrama mostra les poblacions més properes.